# Simon Singh

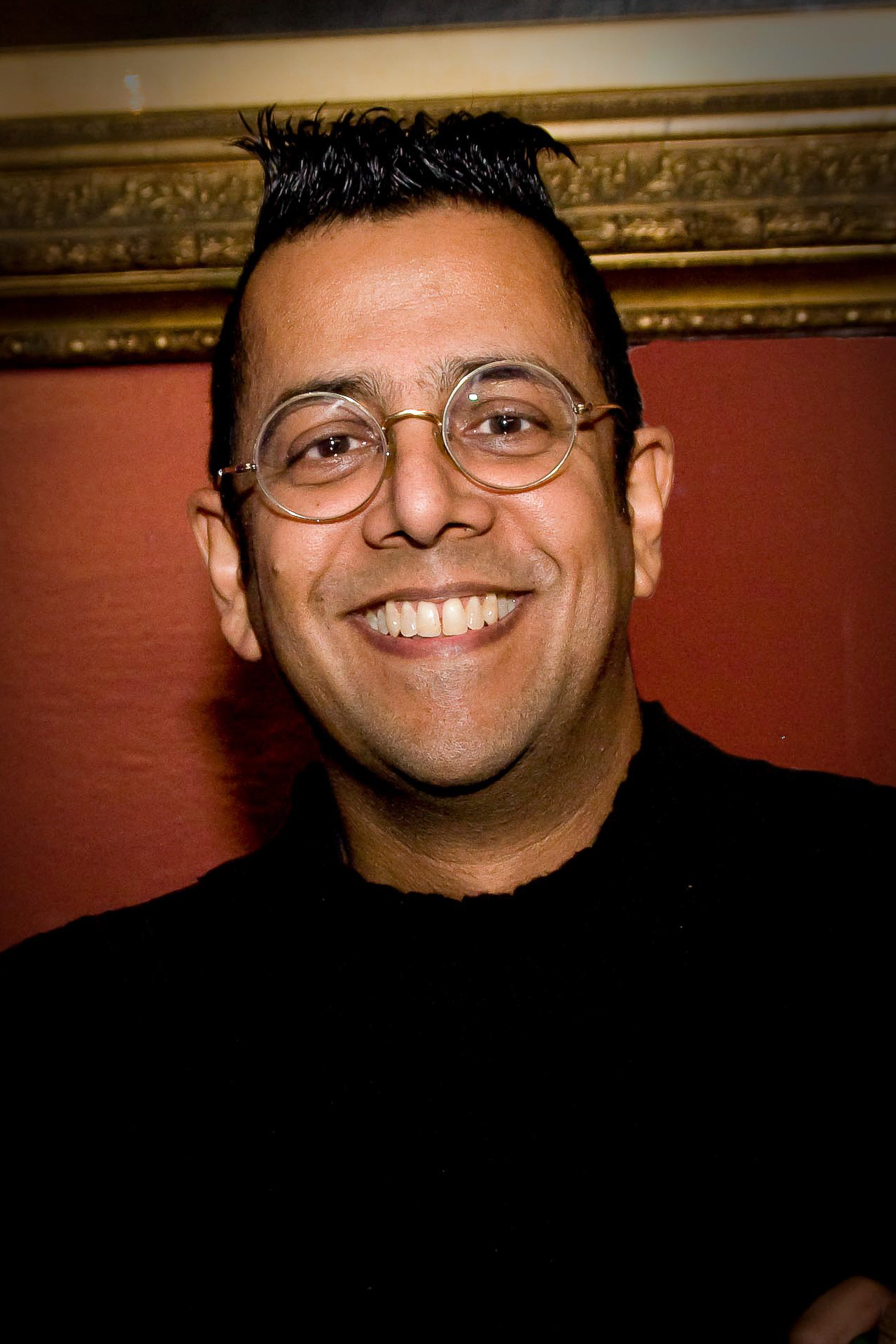
Simon Singh (2010)

Simon Lehna Singh (* 19. September 1964 in Wellington, Grafschaft Somerset, England) ist ein britischer freier Wissenschaftsjournalist, Autor und Produzent.

## Leben
Singh studierte Physik am Imperial College in London und an der Universität Cambridge. Dort und am CERN (Kanton Genf) erwarb er seinen Doktorgrad (Ph.D.) in Teilchenphysik.
Von 1990 bis 1997 arbeitete er als Produzent bei der BBC und gewann dort 1996 den British Academy Award für Film- und Fernsehkunst für seine Dokumentation Fermat’s Last Theorem.
Unter diesem Titel erschien 1997 auch sein erstes Buch (deutsch: Fermats letzter Satz, 1998), das erste Buch über Mathematik, das in Großbritannien zum Bestseller wurde. Anhand der Geschichte von Andrew Wiles und seines Beweises der Fermatschen Vermutung, an der über 300 Jahre lang die besten Mathematiker der Welt gescheitert waren, schildert Singh die Geschichte der Mathematik von den antiken Anfängen bis heute.
1999 erschien The Code Book, die Geschichte der Kryptographie (deutsch: Geheime Botschaften, 2002). 2004 veröffentlichte Singh Big Bang, ein Buch über die Theorie, dass das Universum durch einen Urknall entstanden ist (deutsch: Big Bang, 2005). Für dieses Buch erhielt er 2006 den Science Writing Award des American Institute of Physics.
2010 erhielt Singh den ersten Leelavati-Preis auf dem ICM in Hyderabad (Indien).

## Klage
2008 wurde Singh von der British Chiropractic Association (BCA) wegen Verleumdung verklagt, weil er in einer Kolumne in der Tageszeitung The Guardian geschrieben hatte, sie werbe für betrügerische oder unechte („bogus“) Therapien. In einem Backlash zum laufenden Prozess wurden innerhalb eines Tages gegen mehr als 500 Chiropraktiker Beschwerden wegen irreführender Werbung vorgebracht, und eine nationale Chiropraktiker-Organisation empfahl ihren Mitgliedern, ihre Webseiten aus dem Netz zu nehmen. Singh erfuhr weltweite Unterstützung von Wissenschaftlern und Journalisten, und die Bestrebungen, das englische Verleumdungsgesetz zu reformieren, erhielten Auftrieb.
In der Verhandlung vor dem High Court entschied Richter Eady am 7. Mai 2009, die beanstandete Textpassage stelle keine Meinungsäußerung („fair comment“) dar, sondern eine Tatsachenbehauptung.  Singh ging dagegen in Berufung. Am 1. April 2010 entschied der Court of Appeal in der Berufung zugunsten von Singh. Die BCA zog am 15. April 2010 ihre Klage zurück.

## Schriften
- Fermats letzter Satz. Hanser, München Wien 1998, ISBN 3-446-19313-8.
- Geheime Botschaften. Hanser, München 2000, ISBN 3-446-19873-3 und dtv, München 2001, ISBN 3-423-33071-6.
- Codes. dtv, München 2004, ISBN 3-423-62167-2.
- Big Bang. Hanser, München 2005, ISBN 3-446-20598-5 und dtv, München 2007, ISBN 978-3-423-34413-5.
- mit Edzard Ernst: Gesund ohne Pillen – was kann die Alternativmedizin? Hanser, München 2009, ISBN 978-3-446-23301-0.
- Homers letzter Satz: Die Simpsons und die Mathematik. Hanser, München 2013, ISBN 978-3-446-43771-5